# جيمس إي. جيل
جيمس إي. جيل هو كيميائي وجيولوجي ومهندس كندي، ولد في 1901 في نيلسون في كندا، وتوفي في 1980.